# کانروی مادوکس
کانروی مادوکس (انگلیسی: Conroy Maddox; ۲۷ دسامبر ۱۹۱۲ – ۱۴ ژانویهٔ ۲۰۰۵) نقاش سبک فراواقع‌گرایی اهل بریتانیا بود.